# Diamantina
Diamantina je grad u središtu aridnog i stjenovitog gorja Espinhaço u istočnom središnjem Brazilu, u državi Minas Gerais, oko 350 km od grada Belo Horizonte i 710 km od grada Brasilia. Grad je na padini brda 1200 m nadmorske visine, okružen planinom Serro dos Cristais i dolinom rijeke Jequitinhonoha. Izvorni naziv ovog mjesta, osnovano početkom osamnaestog stoljeća, je bio Arrial do Tijuco i kao što mu današnje ime kaže bio je centar iskopavanja dijamanata. 
Budući kako je lijep primjer očuvane baštine kolonijalne barokne arhitekture, Diamantina je upisana na UNESCO-ov popis mjesta svjetske baštine u Amerikama 1999. godine kao "dragulj u ogrlici negostoljubivog stjenjaka koji nas podsjeća na traganje za dijamantima u 18. stoljeću, te svjedoči o trijumfu ljudskih kulturnih i umjetničkih težnji nad krajolikom".

## Povijest
Portugalsko naselje Arraial do Tijuco je osnovano 1713. godine na rijeci Tijuco koja je mala pritoka rijeke Rio Grande. Za razliku od drugih portugalskih rudarskih naselja na kontinentu, kao što je npr. Ouro Preto, neočekivano otrkiće velikih količina dijamanata 1731. godine dovelo je do neslućenog razvitka. Upravno središte portugalske krune, Demarcação Diamantina je progutalo starije naselje, a "Dijamantno središte", osnovano 1739. u obližnjem Tijucu, je kontroliralo vađenje i prodaju dijamanata kroz instituciju tzv. "ugovora na određeno vrijeme" privatnim osobama. Portugalska kruna je 1771. godine prisvojila sve rudnike koje je kontrolirala kroz instituciju Real Extração do Diamante koja je djelovala sve do 1845. god. Od tada monopol na rudarenje je držala vojarna Regimento Diamantino, koja je navodno imala više administratora nego vojnika.
Tek deset godina nakon osamostaljenja Brazila, 1832. godine, Tijuco je dobio pravo da bira svoju lokalnu upravu, a 1838. je postao grad. God. 1845. je ukinut Real Extração, a rudarenje je prepušteno privatnicima kroz licence koje je izdavao inspektorat Inspetoria dos Terrenos Diamantinos, sve do 1906. god. U to vrijeme osnovane su prve strojne rudarske tvrtke, radionice za rezanje dijamanata, srebrnarnice i zlatarne. Nažalost, otkrićem većih i bogatijih nalazišta dijamanata u Južnoj Americi dovela je do dramatičnog kolapsa rudarstva kod Diamantine.
Koncem 19. stoljeća osnovano je utopijsko industrijsko naselje Biri Biri za tekstilne radnike koje je skladno uklopljeno u krajolik, 12 km od Diamantine. Zahvaljujući njemu je neko vrijeme sačuvano gospodarstvo grada i njegovo povijesno središte je sačuvano do 1914. godine kada je željznička pruga došla do grada. Tekstilna industrija nije potrajala, ali je Diamantina ostala prometno čvorište ove regije do ukinuća pruge 1973. god.

## Znamenitosti
Morfologija grada, inspiriran modelom portugalskog srednjovjekovnog grada, nije izgubila svoj izvorni karakter širenjem u 18. stoljeću. Ulice, ceste i javni trgovi prate zahtjevnu topografiju i promet rudarskih zaseoka. Niz specifičnosti ga ipak razlikuju od tradicionalnog portugalskog kolonijalnog modela baroknog naselja s mrežom pravilnih ulica (cesario). Ulice su popločane velikim, ravnim i sivim kamenim pločama postavljenima tako da tvore jednu vrstu pločnika poznatog kao capistranas, nazvana po predsjedniku João de Melo Bandeira Kapistrana, koji ga je prvi primijenio 1877. god. Ulice su uokvirene tipičnim dvokatnim kućama sa svijetlim fasadama koje podsjećaju na portugalski manirizam. Većina crkava i vjerskih objekata su ukomponirani u cesario i istih su boja i tekstura kao ostale građevine, te pridonose skladu grada. Crkve imaju obično samo jedan zvonik, obično sa strane, a zabat je izrezbaren od drveta.
Od ostalih arhitektonskih spomenika najznamenitiji su: 
- Stara tržnica sagrađena 1835. god. (nedavno obnovljena),
- Passadiço, pješački most natkriven plavim i bijelim drvetom, u ulici Rua da Glória, povezuje dvije zgrade Kolegija Eschwege
- Balkon potpuno natkriven drvenim rešetkama (muxarabi) knjižnice Antônio Torres
- Izrazito plastična fontana (chafariz) u ulici Rua Direita, pored katedrale. Vjeruje se da tko popije vodu iz nje, vratit će se u Diamantinu.

## Slavni ljudi iz Diamantine
- Chica da Silva, ropkinja koja je postala afrobrazilska folk zvijezda, rođena je oko 1740.
- Helena Morley, književnica je rođena u ovom mjestu 1880.
- Juscelino Kubitschek de Oliveira, Predsjednik Brazila od 1956. do 1961. godine, rođen je ovdje 1902.

## Vanjske poveznice
- Službena stranica
- Diamantina - Minas Gerais (Revista Idas Brasil) (port.)
- Cidades Históricas Brasileiras - Diamantina  Arhivirana inačica izvorne stranice od 19. siječnja 2012. (Wayback Machine) (port.)

### Ostali projekti
|  | Zajednički poslužitelj ima još gradiva o temi Diamantina |